# Provinzial-Heil- und Pflegeanstalt Allenberg

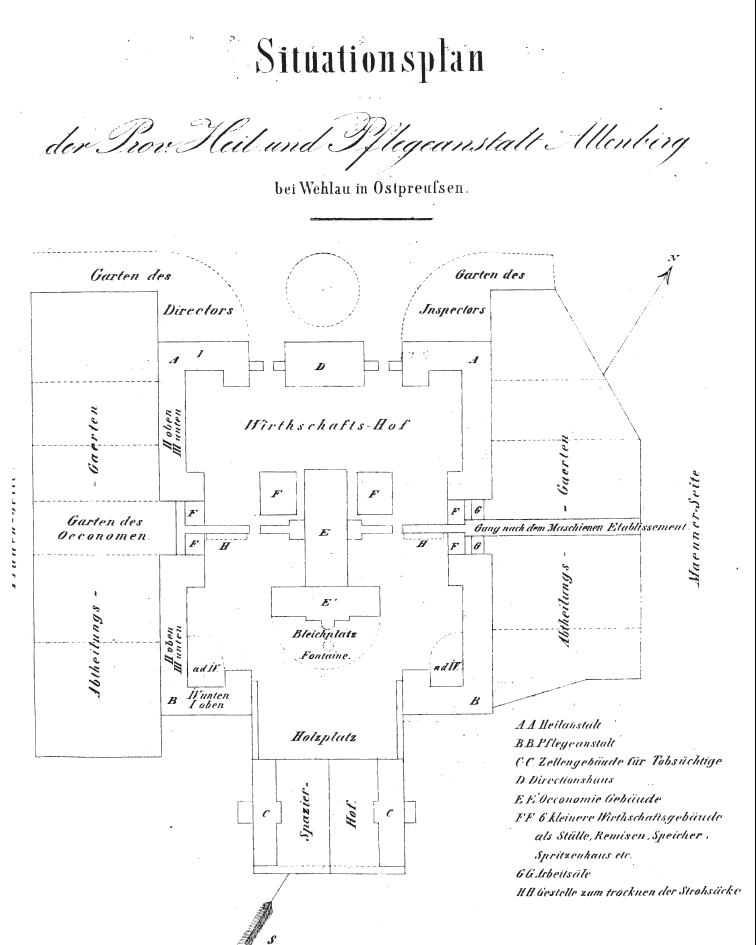
Grundriss der Pflegeanstalt Allenberg (1854)

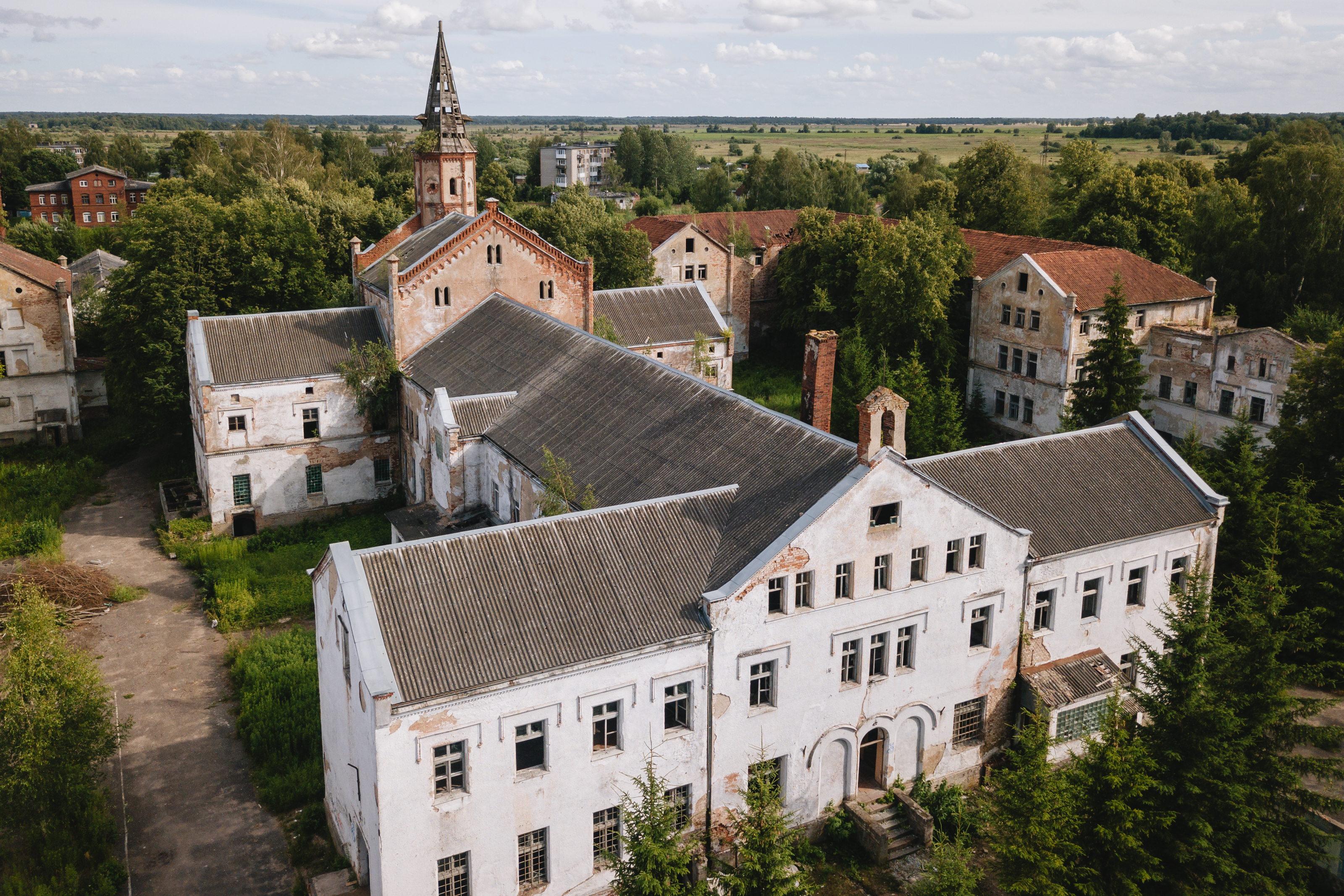
Ruinen der Anstalt (2022)

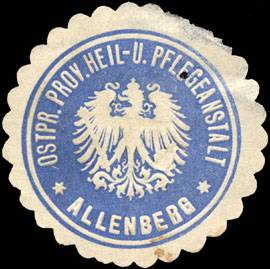
Siegelmarke der Pflegeanstalt Allenberg

Die Provinzial-Heil- und Pflegeanstalt Allenberg war ein psychiatrisches Krankenhaus im ostpreußischen Allenberg bei Wehlau (Snamensk, Oblast Kaliningrad, heute eingemeindet). Es wurde von 1852 bis 1940 betrieben.

## Geschichte
In der Provinz Ostpreußen war bis Mitte des 19. Jahrhunderts lediglich die „Irrenanstalt“ Königsberg als Teil des Löbenichtschen Krankenhauses mit der Pflege psychisch kranker Patienten betraut. Nach mehreren Hochwasserschäden sowie Bränden war die Betreuung auch nach damaligen Maßstäben nicht mehr in angemessenem Umfang möglich. Im Jahr 1841 beschloss die ostpreußische Ständeversammlung daher die Errichtung jeweils einer psychiatrischen Klinik in Ost- und Westpreußen. Allerdings konnte keine Einigung über den Standort gefunden werden. Nach einem erneuten Brand im Jahre 1845 wurde schließlich 1848 der Neubau einer „Irrenanstalt“ in Allenberg bei Wehlau beschlossen.
Diese wurde am 1. September 1852 eröffnet. Die Anlage umfasste eine Fläche von 15 ha bei einer Kapazität von 250 Patienten und verfügte über eine moderne Gasbeleuchtung und Warmluftheizung sowie eine eigene Anstaltskirche. Gründungsdirektor war der zuvor in Königsberg tätige Kreisphysikus Reinhold Bernhardi. Die vorhandene Kapazität wurde 10 Jahre nach Eröffnung voll ausgeschöpft, so dass 1865 eine Erweiterung auf 300 Betten und 1873 auf 500 Betten erfolgte. Die Erweiterungsbauten erfolgten nach Plänen der Architekten Heino Schmieden und Martin Gropius. Im Jahr 1900 waren 890 Patienten in Allenberg untergebracht. Im Zuge des Ausbaus wurden weitere Flächen zur landwirtschaftlichen Nutzung im Rahmen der Beschäftigungstherapie angekauft. Ab 1891 erfolgte die Betreuung von zunächst 11 Patienten auch in Familienpflege, d. h. außerhalb des Anstaltsgeländes, bis 1913 stieg diese Zahl auf 89 Patienten.
Der Gründungsdirektor Bernhardi wurde 1869 von Hermann Wendt (1832–1896) abgelöst, als zweiter Arzt war in dieser Zeit Karl Ludwig Kahlbaum (1828–1899) tätig, der auch Vorlesungen an der Königsberger Universität hielt. Ebenfalls als 2. Anstaltsarzt war Julius Jensen (1841–1891) angestellt, der 1875 Direktor der Klinik wurde. Eugen Hallervorden war bis 1885 als Assistenzarzt in Allenberg tätig. Wilhelm Dubbers (1863–1929) wurde 1900 zum Anstaltsdirektor berufen.
1912 wurde der weitere Ausbau beschlossen, der allerdings infolge des Ersten Weltkriegs nicht erfolgt ist. Bei Ausbruch des Krieges wurden 42 von 61 männlichen Pflegern zum Wehrdienst eingezogen. Vom 25. August 1914 bis zum 10. September war Allenberg von russischen Truppen besetzt. Infolge der schlechten Versorgungslage und grassierender Infektionskrankheiten kam es zu einer erhöhten Sterblichkeit, so starben allein im Jahr 1917 47,1 % der Patienten.
Im Jahr 1918 war Allenberg noch mit 586 Patienten belegt, 1924 war diese Zahl bereits wieder auf 934 angewachsen. 1929 wurde Ernst Bufe Direktor, ab 1934 wurden in Allenberg Zwangssterilisationen nach dem Gesetz zur Verhütung erbkranken Nachwuchses vorgenommen. 1936 wurden in Allenberg 1257 Patienten betreut.
Im Mai 1940 wurden „auf Befehl des Höheren SS- und Polizeiführers“ Wilhelm Koppe oder aber „auf Anordnung des Oberpräsidenten“ [von Ostpreußen, Erich Koch,] die etwa 1400 Allenberger Patienten in die Provinzial-Heil- und Pflegeanstalt Tapiau und die Provinzial-Heil- und Pflegeanstalt Kortau verlegt, im Zuge der „Aktion Lange“ wurden 207 von ihnen am 22. Mai 1940 in das Konzentrationslager Soldau deportiert und in einer Gruppe von 1.558 Insassen ostpreußischer Psychiatrien ermordet. Die Auswahl der Patienten erfolgte durch die Anstaltsärzte nach Arbeits- und Anpassungsfähigkeit der Patienten sowie der angenommenen Genesungschance. Patienten, die bereits länger als 5 Jahre untergebracht waren, galten hierbei als nicht heilbar.
Am 8. Juni 1940 erfolgte die Auflösung der Heil- und Pflegeanstalt Allenberg, die noch verbliebenen Patienten wurden in die Provinzial-Heil- und Pflegeanstalt Kortau verlegt. Am 15. Juni wurde das Klinikgelände durch die SS übernommen, die hier u. a. einen landwirtschaftlichen Betrieb der „Deutschen Versuchsanstalt für Ernährung und Verpflegung“ unterhielt.
Nach dem Zweiten Weltkrieg und der Vertreibung der einheimischen Bevölkerung wurde das Klinikgelände durch die sowjetische bzw. russische Armee als Kaserne genutzt.